# Port Ruysdael
Port Ruysdael est un tableau du peintre britannique Joseph Mallord William Turner réalisé entre 1826 et 1827. Cette huile sur toile est une marine qui représente un voilier devant un ciel de tempête à l'entrée d'un port assailli par la houle. Si aucun havre du monde réel ne porte le nom que l'artiste donne pour titre à son œuvre, c'est parce que ce dernier est une invention destinée à rendre hommage à un devancier des Provinces-Unies qui pendant le Siècle d'or néerlandais a peint plusieurs paysages montrant la mer ainsi agitée, Jacob van Ruisdael. Le tableau est conservé au Centre d'art britannique de Yale, à New Haven, dans le Connecticut, aux États-Unis.